# Milorad Ulemek
Milorad Ulemek "Legija", tudi Milorad Luković, srbski paravojaški vodja in zločinec, * 15. marec 1968, Beograd.
Ulemek je deloval kot poveljnik Srbske prostovoljne garde, t. i. "Arkanovih tigrov", ter Enote za posebne operacije, "rdečih beretk". Obsojen je bil za organizacijo atentatov na predsednika vlade Zorana Đinđića, na nekdanjega predsednika predsedstva Srbije Ivana Stambolića, za neuspela atentata na Vuka Draškovića in umor štirih članov stranke Srbsko gibanje obnove.

## Življenje in kariera
Ulemek se je rodil 15. marca 1968 (nekateri viri navajajo leto 1965) v Beogradu v srbsko družino, izvirajočo s hrvaškega Korduna. Oče Milan je bil podčastnik v JLA, medtem ko je mati Natalija delala kot uslužbenka v hranilnici. V mladosti je nosil vzdevek "Cema" po cementu, ki naj bi ga dvigoval kot uteži. Leta 1985 je dokončal tečaj za avtomehanika.

### Francoska tujska legija
Po neuspelem ropu leta 1985 je Ulemek pobegnil v Francijo. 10. aprila 1986 se je pridružil francoski tujski legiji. V legiji je ostal šest let ter se bojeval v Čadu, Libiji, Bejrutu, v Francoski Gvajani in Iraku (Zalivska vojna). Po tem delu svoje kariere je dobil vzdevek Legija.

### Srbska prostovoljna garda
Po izbruhu jugoslovanskih vojn, 18. marca 1992, se je Ulemek vrnil v Srbijo in se pridružil Srbski prostovoljni gardi, paravojaški formaciji Željka Ražnatovića Arkana. Sprva je bil inštruktor, kasneje pa je napredoval v enega od poveljnikov garde in se boril z Arkanom na Hrvaškem in v Bosni. Poveljeval je posebni enoti pod imenom "Super Tigrovi", ki je delovala v vzhodni Slavoniji in v letih 1994–1995 v okolici Bihaća.

### Rdeče beretke
Ko so bili Tigri leta 1996 razpuščeni, se je Ulemek pridružil Enoti za posebne operacije Službe državne varnosti, znani kot "Rdeče beretke". Rdeče beretke so uradno bile enota za boj proti terorizmu, ki pa je izvajala posebne operacije v BiH, na Hrvaškem in na Kosovu, kot tudi odstranjevala nasprotnike tedanjega predsednika Slobodana Miloševića. Tega leta je tudi namesto družinskega priimka Ulemek prevzel priimek svoje prve soproge, Luković.
Ulemek je leta 1998 postal poveljnik Rdečih beretk. V času kosovske vojne je bil njihov poveljnik na bojišču.
5. oktobra 2000 je bila vladavina Slobodana Miloševića strmoglavljena v množičnih demonstracijah. Čeprav vloga Ulemka v dogajanju ni v celoti jasna, je najbolj sprejeto prepričanje, da se je neposredno pred padcem režima sestal z voditelji opozicije in sklenil dogovor o prestopu enote na nasprotno stran. Rdeče beretke so tako 5. oktobra Miloševiću odrekle zvestobo in niso sodelovale pri dušenju demonstracij, v zameno za podporo pa nova vlada ni posegala v njihove privilegije ali jih preganjala zaradi njihove preteklosti.
Leta 2001 je Ulemek zaradi več incidentov odstopil kot poveljnik Enote za posebne operacije. Novembra istega leta je enota državi odpovedala poslušnost in zahtevala zamenjavo nekaterih državnih funkcionarjev. Povod za upor je bila aretacija dveh osumljencev za vojne zločine pred haaškim sodiščem, medtem ko naj bi bil razlog strah pripadnikov enote, med njimi mnogih nekdanjih pripadnikov paravojaških enot, da država namerava sčasoma predati sodišču tudi njih.

### Prijetje in sojenja
Enota za posebne operacije je bila razpuščena 25. marca 2003 zaradi suma vpletenosti v atentat na premierja Zorana Đinđića; sum je bil kasneje potrjen, kot morilec pa je bil identificiran namestnik poveljnika Rdečih beretk v času Ulemkovega poveljstva. Ulemek, za katerim je bila razpisana tiralica zaradi organiziranja atentata, se je policiji predal v noči na 2. maj 2004 po 14 mesecih skrivanja (kasneje je večkrat zatrdil, da se je ves čas skrival v svoji hiši).
Ulemek prestaja zaporno kazen v posebnem varovanem oddelku zapora Zabela pri Požarevcu. V zaporu je napisal večje število knjig.

## Kriminalna dejavnost
Milorad Ulemek je bil po več sojenjih obsojen na skupno več kot sto let zaporne kazni. Po srbski zakonodaji, po kateri najdaljša zaporna kazen znaša 40 let, jih bo toliko tudi odslužil.

### Atentat na Ibarski magistrali
3. oktobra 1999 so pripadniki Enote za posebne operacije izvedli poskus atentata na voditelja stranke Srbsko gibanje obnove Vuka Draškovića. V namerno izzvanem trčenju na Ibarski magistrali so umrli štirje člani gibanja, medtem ko je Drašković preživel.
Po več sodbah in njihovih razveljavitvah je bilo Ulemku za ta umor prisojenih 40 let zapora.

### Atentat na Ivana Stambolića
15. junija 2000 se je zgodil nov poskus atentata na Vuka Draškovića v črnogorski Budvi.
Ivan Stambolić, nekdanji predsednik predsedstva Srbije, je nepojasnjeno izginil 25. avgusta 2000 med rekreacijo iz Košutnjaka v Beogradu. Konec marca leta 2003 so bili odkriti njegovi posmrtni ostanki na Fruški gori. Preiskava je ugotovila, da je bil Stambolić ubit na dan ugrabitve. Za ugrabitelje in morilce so bili spoznani pripadniki Enote za posebne operacije s poveljnikom Ulemkom na čelu.
Umor Draškovića in Stambolića naj bi odredil Slobodan Milošević zaradi grožnje, ki sta mu jo predstavljala kot politična nasprotnika. Ker so v obeh atentatih sodelovale iste osebe, je sojenje zanju potekalo združeno v en proces; Ulemek je bil julija 2005 za umor Stambolića in poskus umora Draškovića skupaj z drugimi vpletenimi obsojen na 40 let zapora.

### Zločini Zemunskega klana
Ulemek je bil kot eden ključnih članov Zemunskega klana, kriminalne organizacije, ki se je ukvarjala z ugrabitvami in preprodajo drog, obsojen na dodatnih 40 let zapora. Na sojenju je 24 članov klana prejelo skupno preko 400 let zapora za 17 umorov, tri ugrabitve in dva napada, izvedene v letih od 2000 do 2002.

### Atentat na Zorana Đinđića
Predsednik srbske vlade Zoran Đinđić je bil ustreljen 12. marca 2003 okoli 12:25 pred enim od vhodov v vladno palačo v Beogradu. Ugotovljeno je bilo, da ga je z enim strelom iz bojne puške v srce ubil namestnik poveljnika Rdečih beretk Zvezdan Jovanović. Razloga za umor premierja, na katerega je bilo v predhodnih dneh izvedenih že več poskusov atentata, naj bi bila njegov boj proti organiziranemu kriminalu in prozahodna usmerjenost.
Sodišče je prepoznalo Ulemka in vodjo Zemunskega klana Dušana Spasojevića, ubitega 27. marca v spopadu s policijo, kot glavna organizatorja atentata. Ulemka in Jovanovića je za atentat doletelo 40 let zapora.

### Ostalo
Leta 1985, pri 17 letih, je s prijateljem oropal trgovino športne opreme v Novem Beogradu.
Ulemek je bil na šestmesečno zaporno kazen obsojen že leta 2000 za prometno nesrečo, ki jo je povzročil 3. marca 1996 na cesti Niš–Bela Palanka s prehitro vožnjo in v kateri sta bili huje poškodovani dve osebi. Obsodba tedaj ni imela vpliva nanj.